# ギュルハネ駅
ギュルハネ駅（トルコ語:Gülhane İstasyonu）はトルコ・イスタンブールのファーティフにある、イスタンブールトラムT1号線の駅。

## 歴史
- 1992年7月10日 - トラムT1号線の駅が開業[1]。

## 駅構造
アレンダー通りの上にある、相対式ホーム2面2線の地上駅。ホーム両端に改札口がある。当駅周辺の軌道は自動車通行可の併用軌道となっている。

### のりば
| スルタンアフメット ↑ \| ⇌ 1 2 ⇌ \| ↓ シルケジ |        |        |                                              |
| 1                                             | 北向き | T1号線 | エミノニュ、カバタシュ方面                   |
| 2                                             | 南向き | T1号線 | アクサライ、ゼイティンブルヌ、バグシラー方面 |

## 駅周辺
- ギュルハネ公園（トルコ語版、英語版）
- イスラム科学技術歴史博物館（トルコ語版）
- サブライム・ポルテ（トルコ語版、英語版）
- トプカプ宮殿連隊パビリオン
- イスタンブール考古学博物館
- イスタンブール総督府
- ベシル・アーア複合施設（トルコ語版）
- ソグクチェスメ通り（トルコ語版）
- イスタンブール災害緊急総局
- イスタンブール税務署

## 隣の駅
IETT
 T1号線
シルケジ駅 - ギュルハネ駅 - スルタンアフメット駅